# Ali Amini
Pour les articles homonymes, voir Amini.
Ali Amini  (en persan : علی امینی), né le 11 septembre 1905 à Téhéran et mort le 12 décembre 1992 dans le 15e arrondissement de Paris, est un diplomate et homme politique iranien. Il est Premier ministre d'Iran du 6 mai 1961 au 19 juillet 1962.

## Biographie

### Famille
Apparenté à la dynastie Qajar, il est le petit-fils de Mozaffaredin Shah par sa mère et de Mirza Ali Khan Amin-ed-Dowleh par son père. Il est également le neveu de Mohammad Ali Shah et le cousin d'Ahmad Shah.

### Études
Ali Amini effectue ses études à Dar-ol Fonoun puis en France, où il obtient un diplôme en droit de l'université de Grenoble ainsi qu'un doctorat en économie à Paris.

### Carrière politique
Membre du Front national, il le quitte dès 1952 et devient brièvement ministre dans le cabinet d'Ahmad Ghavam. Il est ministre de la Culture dans le second gouvernement de Mohammad Mossadegh de juillet 1952 à août 1953, puis ministre des Finances dans le cabinet de Fazlollah Zahedi jusqu'au 7 avril 1955.
Entre 1956 et 1958, il est ambassadeur d'Iran aux États-Unis. Ses tendances pro-américaines déplaisent au chah qui se méfie de sa popularité et de son amitié avec John Fitzgerald Kennedy. Pendant plusieurs années, la pression américaine sur le souverain pour qu'il nomme Ali Amini au poste de Premier ministre va en s'accentuant. L'arrivée de Kennedy à la Maison-Blanche en janvier 1961 amène le chah à nommer Amini le 5 mai suivant, mais il est cependant remplacé en juillet 1962 par Asadollah Alam.
À la fin des années 1970, Ali Amini revient sur la scène politique iranienne en tant que conseiller du chah lors de la période finale de la dynastie Pahlavi. 

### Exil
En 1979, il quitte l'Iran et se réfugie à Paris, où il dirige le Front pour la libération de l'Iran, un groupe d'opposants monarchistes au régime de la République islamique.
Il meurt en 1992 à l'âge de 87 ans et est enterré au cimetière de Passy aux côtés de son épouse décédée quelques mois avant lui.

## Décorations
- Grand-croix de la Légion d'honneur, décoré des insignes par le général de Gaulle en 1962[3].
- Grand-croix, 1re classe de l'ordre du Mérite